# The Walls of Jericho
The Walls of Jericho er en amerikansk stumfilm fra 1914 af Lloyd B. Carleton og James K. Hackett.

## Medvirkende
- Edmund Breese som Jack Frobisher
- Claire Whitney som Lady Althea
- Walter Hitchcock
- Stuart Holmes
- Edward José